# Lindholmov tjesnac
Lindholmov tjesnac (rus. Пролив Линдгольма) je tjesnac u sjeverozapadnom dijelu Ohotskog mora. Odvaja otoke Mali Šantar i Beliči na sjeveru od poluotoka Tugur na jugu. Na najužem dijelu širok je samo 3,2 km. Morske mijene su poludnevne. Raspon najvećih morskih mijena je 4,9 m, a najmanjih 3,6 m. Poplavna struja teče prema zapadu, dok jača oseka teče u suprotnom smjeru. Prvi stvara velike vrtloge. Plimne struje variraju od 3,5 do 6 čvorova.

## Živi svijet
Ljeti se u tjesnacu mogu vidjeti grenlandski kitovi.

## Povijest
Tjesnac su često posjećivali američki kitolovci koji su lovili grenlandske kitove između 1855. i 1889. Nazvali su ga Shantar Gut ili jednostavno The Gut. Lovili su kitove u tjesnacu ili prolazili kroz njega za vrijeme povoljnih plima dok su putovali naprijed-natrag između Tugurskog i Ulbanskog zaljeva.